# قوی سیاه: موسیقی متن فیلم اصلی
«قوی سیاه: موسیقی متن فیلم اصلی» آلبومی از هنرمند اهل بریتانیا کلینت منسل است.